# Органические наночастицы
Органические наночастицы - (англ. organic nanoparticles) — устойчивые органические макромолекулы или конгломераты молекул, включая неорганические элементы, имеющие условную динамическую границу с окружающей средой. Размеры органических наночастиц составляют от 10 до 1000 нм и даже более. В составе органических наночастиц содержатся связанные молекулы воды (возможно другой жидкости).

## Описание
Органические наночастицы (ОН)—термин для обозначения устойчивых изолированных органических макромолекул или молекулярных образований (белков, спор), в составе которых содержится «связанная вода».
В состав органических наночастиц могут входить различные минералы и металлы, которые служат активными центрами.
В разных научных направлениях исторически сложилась своя специфичная терминология для ОН: в биохимии — органические макромолекулы и полимерные соединения, в молекулярной биофизике — белки, нуклеиновые кислоты, в коллоидной химии — «мицелла», «золь» и пр.
В отличие от неорганических наночастиц, которые представляют собой в основном кристаллические структуры, органические наночастицы являются динамическими образованиями, содержащими в своей структуре молекулы воды, их можно отнести к жидкокристаллическим объектам. На уровне наноразмеров существенную роль играют гидрофобные и гидрофильные взаимодействия. Величина гидратной оболочки органической определяется ионным составом среды, рН, еН, концентрацией веществ, температурой и другими условиями.

## Виды органических наночастиц
- Биологические макромолекулы
- Белки, ферменты, аминокислоты.
- Биологические образования — вирусы, споры, органеллы клеток.
- Бислойные липидные мембраны.

## Свойства органических наночастиц
Основным свойством органических частиц является динамическое состояние, которое определяется условиями и составом окружающей среды, а также в определенных случаях способность к самовоспроизводству (РНК, ДНК, споры, вирусы, бактерии и пр.). Это состояние может быть периодическим, циклическим, обратимым. Например, окислительно-восстановительные колебания глобулина в зависимости от концентрации растворенного кислорода и углекислого газа.
Органические макромолекулы обладают способностью к синтезу и гидролизу, при этом в качестве катализаторов могут участвовать другие макромолекулы (ферменты).
На основе сборки органических наночастиц в процессе эволюции появился наноэлектродвигатель, реализованный в жгутиковых микроорганизмах. Круговое вращательное движение (принцип колеса) реализуется посредством изменения мембранного потенциала, энергия получается посредством окисления АТФ.

## Применение
Органические наночастицы получаются двумя способами — путем синтеза до высокомолекулярных образований и путем дезинтеграции (дробление, измельчение) органической материи. В обеих случаях далее необходим процесс выделения и очистки определенной фракции.
Исторически первыми начали использоваться микро и нано органические частицы в качестве муки и органических красителей. Для этого использовался метод дробления различных зерен (мука) и растений (красители). Содержание органических наночастиц в этих продуктах могло составлять до 20 % в зависимости от степени дробления. На следующем этапе стал использоваться «метод криогенного дробления» (МКД) — измельчение органики при температуре жидкого азота (−195,75 °C). Метод МКД имеет большие перспективы применения в области биотехнологии, пищевой промышленности, фармакологии и пр.
Развитие методов молекулярной биохимии, физической химии, нанобиотехнологии позволяет создавать активные «искусственные» органические наночастицы, в том числе и действующее вещество современных антивирусных вакцин Pfizer/BioNTech, Sputnik V и др.